# Appendicula djamuensis
Appendicula djamuensis är en orkidéart som beskrevs av Rudolf Schlechter. Appendicula djamuensis ingår i släktet Appendicula och familjen orkidéer.

## Underarter
Arten delas in i följande underarter:
- A. d. djamuensis
- A. d. isoglossa